# شبنم (بازیگر)
جهارنا باسک، با اسم استیج شبنم (انگلیسی: Shabnam؛ زادهٔ ۱۷ اوت ۱۹۴۲) هنرپیشه سینما و تئاتر اهل بنگلادش و پاکستان است.
وی همچنین برندهٔ جوایزی همچون جایزه نگار شده‌است. روبن گهوش آهنگساز بنگلادشی همسر او بوده است.
او در فیلم اشک و لبخند، مروارید گرانبها و یک گل دو باغبان بازی کرده است.

## تولد و دوران جوانی
شبنم در ۱۷ آگوست ۱۹۴۶ در داکا در هند بریتانایی سابق، در یک خانوادهٔ هندو-بنگالی به دنیا آمد. پدرش نانی‌باسک، یک داور فوتبال در داکا بود. به عنوان یک دختر جوان، در مقایسه با خواهرش که به آواز خواندن علاقه داشت، طبیعتی ماجراجو و پسرانه‌تر داشت. با این حال او به تمرین رقص می‌پرداخت. او پیشنهادی برای بازی در یک فیلم به عنوان رقصنده پشتیبان دریافت کرد و بدین ترتیب کار خود را در هنر آغاز کرد.